# Estátua de Frank Rizzo
Uma estátua de Frank Rizzo, às vezes chamada de Frank L. Rizzo Monument, foi instalada na Filadélfia, no estado americano da Pensilvânia. Erigida em 1998, a escultura de bronze foi removida em junho de 2020. Ativistas da Black Lives Matter e outros protestaram contra a presença da estátua.

## Contexto
Como prefeito, Rizzo foi um forte oponente da desagregação das escolas da Filadélfia e impediu a construção de moradias públicas em bairros majoritariamente brancos. Enquanto concorria ao terceiro mandato, Rizzo pediu aos apoiadores que votassem "White". Durante seu mandato como comissário de polícia e prefeito, o departamento de polícia da Filadélfia se envolveu em padrões de brutalidade policial, intimidação, coerção e desrespeito pelos direitos constitucionais. Os padrões de brutalidade policial foram documentados na série Philadelphia Inquirer, ganhadora do Prêmio Pulitzer, por William K. Marimow e Jon Neuman.